# Еос
Еос (на старогръцки: Ἠώς или Ἕως) в древногръцката митология е богиня на зората, в римската митология е позната като Аврора.
Дъщеря на титана Хиперион и титанидата Тея. Представяна е като сестра на Хелиос и Селена, но и като дъщеря на Хелиос и на Никта.
Често е изобразявана със златиста коса и червени криле. Носи цветна рокля в цветове на утрешната зора. Така е изобразена в поемите на Омир, където е описвана с епитети като „розовопръста“, „шафранодрешна“, „лъчезарна“, „златопрестолна“, „роснокоса“, „пурпурна“.
Всяка сутрин носи на боговете и хората светлината на деня, като изплува от морските дълбини на дивна колесница, впрегната с конете ѝ Лампос („блестящият“) и Фастон („искрящият“). Изкачва се на хоризонта, подкарва звездите и пропъжда тъмнината, отваря с розовите си пръсти пред колесницата на Слънцето (Хелиос) златните небесни порти.

## Деца
от Астрей:
1. Борей – северния вятър
2. Евър – източния вятър
3. Зефир – лекия западен вятър
4. Нот – южния вятър
5. Всички звезди

от Титон:
1. Ематион
2. Мемнон

от Кефал:
1. Фаетон
2. Титон
3. Хеспер

от Зевс:
1. Ерза

## Митове и легенди
Според легендата за нея, когато богинята на любовта Афродита разбира, че любовникът ѝ Арес (бог на войната) се е поблазнил по прелестите на Еос, тя изпада в гняв и решава да я накаже, като я направи влюбчива.
Оттогава Еос има много любови и дълбоки страсти, а възлюбените ѝ са предимно смъртни хора.
Сред тях е прочутият хубавец Клит, син на Мантий от гадателския род на Меламподите, когото отвежда на Олимп, за да ѝ прави компания. В обятията ѝ се озовава и харесалият ѝ се изкусен ловец Орион, син на Посейдон, и той е с нея на остров Делос (Ортигия), но подхваща вражда с богинята Артемида и е убит от нея, след което заедно с ловното си куче е превърнат от Зевс, чийто почитател изглежда е бил, в съзвездие на утринното небе, близо до Плеядите (митологичното обяснение за „появата“ на съзвездието Орион). Отнемайки го от жена му Прокрида, скоро след сватбата им, Еос отвлича и страстния ловец Кефал, син на Дейон и внук на тесалийския цар Еол, но впоследствие го връща при невестата му, която излиза невярна и (според легендата – при ловен инцидент и без да има намерение да погуби именно нея), той я убива.
Най-голямото увлечение на Еос е по Титон (според Омир той е син на троянския цар Лаомедонт, брат на Приам и баща от Еос на етиопския цар Мемнон, съюзник на троянците, убит от Ахил във войната на ахейците с тях). Той е живее нощното селение на Еос и тя е толкова привързана към него, че решава да му уреди безсмъртие, за което се обръща с молба към Зевс. Той се съгласява, но се оказва, че Титон е получил само това, но не и вечна младост, поради което не само, че остарява с времето, като всички други хора, но и продължава на старае безкрайно във времето и в резултат на това постепенно се смалява и накрая (запазвайки човешкия си говор) се превръща в щурец, който поне отначало остава да живее в двореца ѝ. Това, както и смъртта на Мемнон, хвърля богинята в срам, смут и скръб и става причина тя да избледнее и да почне редовно да плаче – в митологията росата е представяна като нейните сълзи, по повод сполетелите я трагедии.

## В изкуството
Обикновено Еос е представяна като крилата женска фигура.
През Античността Еос се среща често във вазописта – в композиции, в които е изобразена заедно с любимия си Титон или със сина им Мемнон. Понякога е представяна върху колесница с четири коня (подобна на колесницата на Хелиос), именно като богиня на настъпващия ден.
През Ренесанса, когато европейските хуманисти преоткриват античното културно наследство, Еос отново се появява в изкуството.
В Зрелия Ренесанс, художникът Микеланджело Буонароти по поръчка на Медичите от Флоренция, Италия прави скулптура с различен от наложилия се иконографски стил, на Еос (Аврора) върху саркофага на Лоренцо де Медичи (1492 – 1519) в Капелите на Медичите (което място е известно и като Старата сакристия) във флорентинската църква „Сан Лоренцо“.
Еос е популярен образ в епохата на Барока и Класицизма (например в творчеството на Никола Пусен, Гуерчино).
Тя е централен образ в творчеството на немския романтик Ото Филип Рунге. Появява се и в творчеството на символистите (например на Евелин де Морган).

## Изображения
- Еос и убития Мемнон (490 – 480) пр. Хр., Лувъра
- Еос и нейната колесница (430 – 420)
- Еос преследва Титон
- Гробницата на Лоренцо Медичи, Утро. 1524 – 31. мрамор, дълж. 203.
- Еос на колесницата си
- Еос, Уилям-Адолф Бугеро (1881), Франция
- Еос, Джон Гибсън (1790 – 1866), графика.
- Еос и Титон, Себастиано Ричи (1700)
- Цефалус и Еос, Никола Пусен (1630)
- Еос, Арно Брекер (1939)